# Конкріт (Вашингтон)
Конкріт (англ. Concrete) — місто (англ. town) в США, в окрузі Скеджіт штату Вашингтон. Населення — 801 особа (2020).

## Географія
Конкріт розташований за координатами 48°31′58″ пн. ш. 121°45′19″ зх. д. / 48.53278° пн. ш. 121.75528° зх. д. (48.532692, -121.755270).  За даними Бюро перепису населення США в 2010 році місто мало площу 3,23 км², з яких 3,17 км² — суходіл та 0,06 км² — водойми.

### Клімат
| Клімат : Конкріт        | Клімат : Конкріт | Клімат : Конкріт | Клімат : Конкріт | Клімат : Конкріт | Клімат : Конкріт | Клімат : Конкріт | Клімат : Конкріт | Клімат : Конкріт | Клімат : Конкріт | Клімат : Конкріт | Клімат : Конкріт | Клімат : Конкріт | Клімат : Конкріт |
| Показник                | Січ.             | Лют.             | Бер.             | Квіт.            | Трав.            | Черв.            | Лип.             | Серп.            | Вер.             | Жовт.            | Лист.            | Груд.            | Рік              |
| Абсолютний максимум, °C | 18,3             | 23,3             | 27,8             | 33,9             | 35,6             | 41,1             | 38,9             | 38,9             | 38,9             | 30,6             | 25,0             | 17,2             | 41,1             |
| Середній максимум, °C   | 5,4              | 8,5              | 11,7             | 15,7             | 19,4             | 21,7             | 24,9             | 24,9             | 21,7             | 16,0             | 9,4              | 6,1              | 15,5             |
| Середня температура, °C | 2,4              | 4,4              | 6,8              | 9,9              | 13,2             | 15,7             | 18,1             | 18,2             | 15,6             | 11,1             | 6,1              | 3,3              | 10,4             |
| Середній мінімум, °C    | −0,5             | 0,4              | 1,8              | 4,1              | 7,1              | 9,7              | 11,2             | 11,4             | 9,4              | 6,3              | 2,8              | 0,6              | 5,4              |
| Абсолютний мінімум, °C  | −18,3            | −17,2            | −11,7            | −3,9             | −1,7             | 1,7              | 3,3              | −0,6             | −1,1             | −12,2            | −13,9            | −17,8            | −18,3            |
| Норма опадів, мм        | 241              | 173              | 170              | 112              | 84               | 69               | 36               | 43               | 89               | 173              | 267              | 262              | 1719             |
| ----------------------- | ---------------- | ---------------- | ---------------- | ---------------- | ---------------- | ---------------- | ---------------- | ---------------- | ---------------- | ---------------- | ---------------- | ---------------- | ---------------- |
| Джерело:                |                  |                  |                  |                  |                  |                  |                  |                  |                  |                  |                  |                  |                  |

## Демографія
Згідно з переписом 2010 року, у місті мешкало 705 осіб у 295 домогосподарствах у складі 179 родин. Густота населення становила 218 осіб/км².  Було 358 помешкань (111/км²).
Расовий склад населення:
| - 91,5 % — білих - 2,0 % — корінних американців - 1,1 % — вихідців з тихоокеанських островів - 0,4 % — азіатів - 0,3 % — чорних або афроамериканців - 1,6 % — осіб інших рас |

До двох чи більше рас належало 3,1 %. Частка іспаномовних становила 5,5 % від усіх жителів.
За віковим діапазоном населення розподілялося таким чином: 26,2 % — особи молодші 18 років, 61,7 % — особи у віці 18—64 років, 12,1 % — особи у віці 65 років та старші. Медіана віку мешканця становила 40,4 року. На 100 осіб жіночої статі у місті припадало 104,9 чоловіків;  на 100 жінок у віці від 18 років та старших — 106,3 чоловіків також старших 18 років.
Середній дохід на одне домашнє господарство  становив 40 945 доларів США (медіана — 31 000), а середній дохід на одну сім'ю — 48 919 доларів (медіана — 35 833). За межею бідності перебувало 31,9 % осіб, у тому числі 33,1 % дітей у віці до 18 років та 14,0 % осіб у віці 65 років та старших.
Цивільне працевлаштоване населення становило 198 осіб. Основні галузі зайнятості: освіта, охорона здоров'я та соціальна допомога — 23,7 %, виробництво — 18,7 %, будівництво — 15,2 %.